# USS Pueblo (AGER-2)

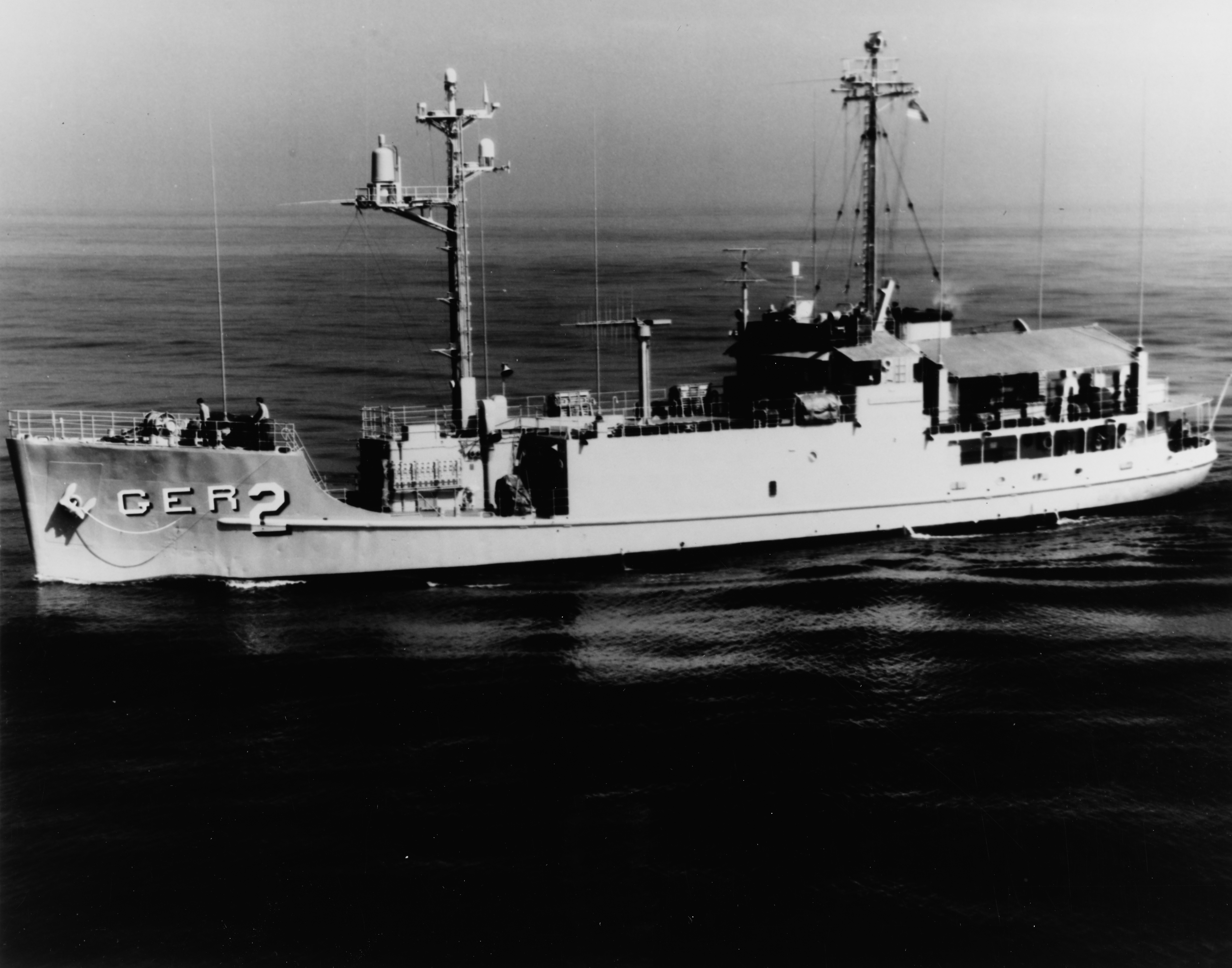
USS Pueblo în 1968

USS Pueblo (AGER-2) este o navă de cercetări marine din clasa U.S. Navy ELINT și SIGINT. Capturată de Coreea de Nord în 1968, se află în prezent la Muzeul de Război din Pyongyang. Este singura navă americană capturată de o națiune străină.

## Istoric
USS Pueblo a fost construită în 1944 pentru a servi ca navă ușoară de mărfuri și pasageri. Împreună cu două nave surori, a fost transformată în navă de spionaj pentru U.S. Navy în 1967.
La 23 ianuarie 1968, Pueblo se afla în apropiere de țărmurile Coreei de Nord într-o misiune de spionaj NSA, cu scopul strângerii de informații din semnalele electronice. Pe lângă echipajul obișnuit, la bord se aflau și 28 de specialiști în analiza semnalelor, lucrând într-o parte separată și cu acces restricționat a vasului. Nava mai avea la bord o însemnată cantitate de documente clasificate, manuale criptografice și mașini de criptare printre care se afla o mașină de cifrat KW-7.
Deși căpitanul de pe Pueblo, Lloyd M. Bucher a ordonat ridicarea anumitor steaguri care să arate că era într-o misiune de cercetare, nava a fost interceptată de o navă coreană de război cu lansatoarele de rachete îndreptate direct spre ea. La aceasta s-au adăugat câteva nave torpiloare și două avioane MiG-17. Nord-coreenii au deschis focul rănindu-l pe căpitanul Bucher și au ucis un marinar american. 
Nava USS Pueblo a fost capturată pe 23 ianuarie 1968 în apele internaționale, la 14 Mm de  Coreea de Nord. 

Pe 26 ianuarie US Air Force a hotărât ca un avion Lockheed A-12 Oxcart să fie trimis în misiune de recunoaștere de la baza aeriană Kadena, să fotografieze coasta Coreei de Nord și să încerce să localizeze vasul USS Pueblo. Din fotografiile obținute în acel survol, SUA au aflat locul exact în care se afla Pueblo, plutind în apele golfului Changjahwan. 
Marinarii de pe navă au fost prinși și încarcerați în Coreea de Nord vreme de 11 luni, au fost torturați, au trecut prin simulări de execuții și forțați să recunoască că au spionat, după care au fost, în cele din urmă, eliberați. Ulterior, guvernul nord-coreean a decis să-i elibereze, însă nava a rămas în posesia regimului de la Phenian. 
În 2008, un judecător federal american a condamnat Coreea de Nord să plătească 65 de milioane de dolari daune câtorva membri ai echipajului de pe Pueblo, dar Coreea de Nord încă nu s-a conformat.   